# 大义乡 (渠县)
大义乡，是中华人民共和国四川省达州市渠县下辖的一个乡镇级行政单位。2019年12月，撤销义和乡，将其所属行政区域划归大义乡管辖。

## 行政区划
大义乡下辖以下地区：
大义村、庙沟村、三湾村和陈家村。